# Juvenia Cracovie
 (juin 2013).
Si vous disposez d'ouvrages ou d'articles de référence ou si vous connaissez des sites web de qualité traitant du thème abordé ici, merci de compléter l'article en donnant les références utiles à sa vérifiabilité et en les liant à la section « Notes et références ».
Maillots
Le Juvenia Cracovie (en polonais : Juvenia Kraków) est un club polonais de rugby à XV basé dans la ville de Cracovie.
Son club omnisports est l'un des plus anciens clubs sportifs de Pologne, fondé le 8 décembre 1906 en tant que club de football. Son équipe de rugby à XV est formée en 1973.
Le club joue en Ekstraliga lors de la saison 2023-2024.

## Histoire
Fondée initialement en 1950, la section rugby de la Juvenia Kraków a été créée comme un deuxième niveau de compétition, rapidement promue en I Liga, le plus haut niveau de rugby en Pologne à l'époque. Cependant, ce succès initial fut de courte durée, car à la fin de la saison, la section a été dissoute en raison d'un manque de financement. Cet événement marqua la première pause dans l'histoire du rugby à la Juvenia, laissant une empreinte indélébile sur le club.
Il a fallu attendre 1973 pour que la section de rugby soit réorganisée grâce aux efforts de Krzysztof Kalisz, vice-président des sports du club, qui cherchait à combler le vide laissé par la dissolution de la section de basket-ball. Cette initiative a permis à la Juvenia de retrouver une équipe de rugby compétitive, inscrite en II Liga, le deuxième niveau national. Le premier match officiel de cette nouvelle ère a eu lieu en août 1974 contre Posnania, une équipe récemment reléguée de la I Liga. Ce fut un début difficile, avec une défaite de 60-0, mais loin de se décourager, les joueurs ont persévéré. Ce n’est qu’en 1976 que Juvenia a remporté sa première victoire en championnat, marquant ainsi le début d’une montée en puissance. Cette même année, l’équipe a atteint les demi-finales de la Coupe de Pologne, une réalisation importante malgré une défaite étroite contre Czarni Bytom (12-15).
Les années suivantes n'ont pas été faciles. La section de rugby a traversé une période difficile entre 1978 et 1980, marquée par une suspension temporaire des compétitions en raison de problèmes d’effectif. Cette pause a été suivie par une reprise des compétitions en II Liga, où l’équipe a montré un fort potentiel. Dans les années 1980, Juvenia est devenue une équipe redoutée, s'approchant à plusieurs reprises de la promotion en I Liga. En 1982, l'équipe était à un match de la promotion, mais un match nul frustrant contre Budowlani Olsztyn (7-7) leur a coûté cette opportunité. Deux ans plus tard, en 1984, une nouvelle tentative de promotion échoua de justesse.
En 1987, des conflits internes au sein du club concernant le lieu de jeu ont conduit à un tournant décisif. L'équipe de rugby a été transférée à Korona Kraków, où elle a continué à jouer pendant deux ans avant que la section ne soit dissoute en 1988. Durant cette période, les joueurs ont continué à jouer sous l’étiquette de la Juvenia dans des matchs amicaux. Cette période de transition a pris fin en 1993 avec la relance officielle de l’équipe sous le nom de Rugby Klub Kraków 1993. En 1996, le club a retrouvé son identité d’origine, jouant à nouveau sous la bannière de Juvenia.
Le tournant du millénaire a marqué un renouveau pour Juvenia. En 2000, l'équipe a réussi à revenir au plus haut niveau de la compétition nationale en accédant à l'Ekstraliga. Pendant trois saisons, Juvenia a affronté les meilleures équipes du pays, mais en 2003, une descente en division inférieure a interrompu cette période. Cependant, l’équipe a rapidement rebondi et en 2005, elle a réussi à retrouver sa place en Ekstraliga grâce à une victoire en barrages. Ce succès a été renforcé en 2006 par l’acquisition d’un sponsor stratégique, la société immobilière Salwator, qui a permis à l’équipe de se professionnaliser davantage.
L'année 2009 a été particulièrement marquante pour la Juvenia Kraków. Sous le nom de Salwator Juvenia Kraków, l’équipe a réalisé son plus grand succès historique en remportant la troisième place du championnat national, décrochant ainsi la médaille de bronze. En demi-finale, ils se sont inclinés face à Arka Gdynia, une équipe redoutable, sur un score de 6-15. Ce succès en championnat s’est accompagné d’une nouvelle qualification pour les demi-finales de la Coupe de Pologne la même année. Néanmoins, la fin de l'année a vu la fin du partenariat avec Salwator, plongeant le club dans des difficultés financières.
Ces difficultés ont mené à la relégation de l’équipe en 2012. Cependant, avec une détermination renouvelée, Juvenia est remontée en Ekstraliga en 2014. L'année 2015 a présenté un nouveau défi, car malgré des résultats sportifs solides, les autorités du club ont décidé de jouer à un niveau inférieur en raison de problèmes d'effectif et d'infrastructures. Néanmoins, l’équipe a montré une résilience en revenant en Ekstraliga dès l'année suivante.
Depuis, Juvenia Kraków a consolidé sa position dans le rugby polonais. En 2020 et 2021, l’équipe a remporté des médailles de bronze aux championnats de Pologne de rugby à sept, montrant que le club est capable de rivaliser au plus haut niveau malgré les défis. En parallèle, les féminines de Juvenia se sont également distinguées. Les seniors ont décroché une médaille de bronze en 2019, tandis que les juniors ont accumulé trois médailles d'or et une d'argent au championnat de Pologne.
Le travail acharné du club dans la formation des jeunes joueurs a porté ses fruits de manière spectaculaire. En 2019, les équipes de jeunes ont atteint un sommet en terminant à la deuxième place du tournoi international sur invitation en marge du Dubai Rugby Sevens. Les jeunes Dragons de Juvenia ont surpris tout le monde en battant quatre équipes sud-africaines sur leur chemin vers la finale.

## Palmarès
- Équipe senior :
  - Championnat de Pologne à XV :
    -  Troisième (1) : 2009.

  - Championnat de Pologne à sept :
    -  Troisième (2) : 2020 et 2021.

- Équipes jeunes :
  - Tournoi sur invitation du Dubai Rugby Sevens : 
    -  Finaliste (1) : 2019.